# Walter Wulf (Kunsthistoriker)
Walter Wulf (* 1937 in Hannover; † 1. Januar 2014 ebenda) war ein deutscher Kunsthistoriker.

## Leben
Wulf studierte zunächst Physik an der Universität Göttingen und war dann in der Erdölindustrie tätig. Im Alter von 35 Jahren entschied er sich dann, an der Universität Braunschweig Kunstgeschichte, Mediävistik und Philosophie zu studieren. Während des Studiums erhielt er ein Stipendium, sodass er im Sommersemester 1973 an der Universität Florenz seine Studien vertiefen konnte. Noch während des Studiums arbeitete er an der Ausgabe des Dehio-Handbuchs für Niedersachsen und Bremen von 1977 mit. Während der Dissertationsphase war er in der Denkmalpflege des Landkreises Hannover (1976 bis 1978) beschäftigt. 1978 promovierte er über den Bau des Suger von Saint-Denis. Mit dem Jahresbeginn 1979 wurde er im Dezernat für Denkmalpflege des Landesverwaltungsamt Niedersachsen, der Vorläuferbehörde des späteren Niedersächsischen Landesamtes für Denkmalpflege (NLD), tätig. Er widmete sich der Aufgabe, die Niedersächsische Denkmalkartei aufzustellen und fortzuführen.
Wulf war maßgeblich daran beteiligt, eine Schnellerfassung der Denkmale in Niedersachsen durchzuführen, nachdem festgestellt wurde, dass der Zeitraum von zehn Jahren bei gleichbleibender Erfassungstiefe nicht zu einem Abschluss führen würde.
Anfang der 1990er Jahre engagierte er sich im Projekt des Europarats Entwicklung eines europäischen Systems zur Erfassung von Kulturdenkmalen. 1997 schied Wulf aus dem Landesdienst aus. Von Anfang 1994 bis Ende 1997 gehörte er der fünfköpfigen Redaktion der Fachzeitschrift Die Denkmalpflege an.

## Schriften (Auswahl)
- Die Kapitellplastik des Sugerbaus von Saint-Denis. Lang, Frankfurt am Main 1978, ISBN 3-261-02589-1 (zugleich Dissertation, Technische Universität Braunschweig).
- Walter Wulf, Gerd Weiß und Henner Hannig (Bearb.): Denkmaltopographie Bundesrepublik Deutschland, Baudenkmale in Niedersachsen. Band 13.1: Landkreis Hannover. Friedrich Vieweg & Sohn Verlagsgesellschaft mbH, Braunschweig 1988, ISBN 3-528-06207-X
- Romanik in der Königslandschaft Sachsen (= Romanik in Deutschland). Zodiaque-Echter, Würzburg 1996, ISBN 3-429-01737-8 (mit Fotos von Angelico Surchamp).[R 1][R 2]
  - frz.: Saxe romane (= Collection La nuit des temps. Band 85). Zodiaque, Saint-Léger-Vauban 1996, ISBN 2-7369-0219-X.

### Rezensionen
1. ↑  Klaus Schreiber: [Sammelrezension von Bänden aus der Reihe Romanik in Deutschland]. In: Informationsmittel für Bibliotheken. Band 4, Heft 2–3, 1996, S. 454–457 (bsz-bw.de).
2. ↑  Wolfgang Schenkluhn: Walter Wulf: Romanik in der Königslandschaft Sachsen [etc.] In: Rottenburger Jahrbuch für Kirchengeschichte. Band 17, 1998, S. 415 f., doi:10.58147/rjkg.v17i.56568.